# 佐恩之子
《佐恩之子》（英語：Son of Zorn）是一部由瑞德·阿格紐與伊萊·喬奈開創，於2016年9月11日在FOX開播的美國真人／動畫情景喜劇。2017年5月11日，FOX宣布取消本劇。

## 故事
佐恩，是來自澤菲利亞（Island of Zephyria）的動畫捍衛武士，也是亞剛部落的征服者，邪惡牧人剋厲的斬首者，他一生參與無數史詩戰役，但現在他將面臨的更大挑戰，那就是來到加州橘郡，試圖和他失聯已久的陌生家人重建親情，包括他的兒子艾倫古隆。艾倫是個生於電腦世代的早熟17歲少年，而艾倫的母親也就是佐恩前妻的依蒂，曾經是個狂野的女孩，現在則成為一位過著中產階級生活的母親。而依蒂有個未婚夫克瑞格，這讓想與家人拉近距離的佐恩感到阻礙，但身為網上心理學教授的克瑞格卻成為了他們生活的定心丸。努力適應郊區生活的佐恩，所到之處都顯然格格不入，他得面對作為一個父親與前夫的難處，和無聊上班族的生活，並奮力掙扎向前進，身為威猛神勇王者的他，擊敗過猛獸、狼蝠和嗜血機器蜘蛛魔，但現在他要大戰的是真人世界的人們，並適應得體服裝規定和面臨各種日常郊區生活的挑戰……

## 卡司

### 主要角色
- 傑森·蘇戴西斯 聲演 佐恩（Zorn）

來自澤菲利亞島的動畫武士，艾倫的父親，依蒂的前夫。
- 雪瑞兒·海恩斯（英语：Cheryl Hines） 飾演 依蒂·班奈特（Edie Bennett）

佐恩的前妻，艾倫的母親。
- 強尼·彭伯頓（英语：Johnny Pemberton） 飾演 “艾倫”古隆（Alangulon）

17歲，佐恩與依蒂的兒子，上半身為真人，下半身為動畫。
- 提姆·麥道斯（英语：Tim Meadows） 飾演 克瑞格·羅斯（Craig Ross）

依蒂的未婚夫，線上大學教授。
- 亞提米絲·帕博達尼（英语：Artemis Pebdani） 飾演 琳達·歐爾凡德（Linda Orvend）

佐恩的老闆，經營營銷公司。

### 常設人物
- 東尼·雷佛羅里 飾演 史考特（Scott）

艾倫的摯友。
- 克拉拉·麥梅特（英语：Clara Mamet） 飾演 蕾拉（Layla）

艾倫的同學，喜歡艾倫。
- 艾倫·王（英语：Ellen Wong） 飾演 南西（Nancy）

依蒂的鄰居，艾倫的同學兼暗戀對象，父親來自柬埔寨。
- 馬克·普洛克夏（英语：Mark Proksch） 飾演 塔德（Todd）

佐恩的同事，也為一名離婚的中年男子。
- 內特·穆尼（英语：Nate Mooney） 飾演 法蘭克（Frank）

水電工，左恩的朋友。
- 尼克·奧佛曼 飾演 克拉品斯醫師（Dr. Klorpins）

澤菲利亞島醫師。

## 製作

### 開發
2015年6月17日，FOX宣布預訂來自《樂高玩電影》導演菲爾·洛德與克里斯多福·米勒的動畫／真人喜劇影集，並由《犬友笑傳》前節目主理人瑞德·阿格紐與伊萊·喬奈執筆兼任節目主理人。試播集展演將於夏天展開拍攝，由阿格紐、喬奈、洛德、米勒及賽斯·科恩共同擔任執行製作，並由《荒唐分局》艾瑞克·艾普爾執導，同時身兼聯合執行製作。11月10日，本劇正式獲FOX系列預訂，並預計作為2016年－2017年電視季度新劇。
本劇最初由阿格紐及喬奈共同擔任節目主理人，然而在FOX預訂系列後，阿格紐退為共同節目主理人並仍擔任執行製作，同時由莎莉·麥肯納頂替其主理人位置。於2016年4月29日，喬奈因創作理念不同而退出，麥肯納便成為了本劇的唯一主理人。
本劇起初預定於2016年9月25日首播，後來FOX宣布將開播日提前至2016年9月11日，好獲得良好的前導。

### 選角
2015年6月17日，洛德與米勒找來曾共同於電影《龍虎少年隊》中合作過的強尼·彭伯頓，擔任真人男主角艾倫。7月29日，宣布傑森·蘇戴西斯、雪瑞兒·海恩斯、《嫁給我吧》提姆·麥道斯與《愛愛上雲端》亞提米絲·帕博達尼加入主演陣容。蘇戴西斯將聲演回歸人類生活的動畫武士男主角佐恩，海恩斯將飾演佐恩的前妻、艾倫的母親依蒂，麥道斯飾演依蒂的同居男友克瑞格，帕博達尼則飾演佐恩的新上司琳達。
2016年6月24日，宣布《公園與游憩》尼克·奧佛曼加入本劇飾演克拉品斯醫師。

## 集數
| 集數 | 標題                                       | 導演          | 編劇                  | 播出日期       | 製作代碼 | 美國收視 （18-49歲） | 美國收視 （百萬） |
| --- | ------------------------------------------ | ------------- | --------------------- | -------------- | -------- | -------------------- | ----------------- |
| 1 | 重返橘郡 Return to Orange County           | 艾瑞克·艾普爾 | 瑞德·阿格紐 伊萊·喬奈 | 2016年9月11日  | 1AYA01   | 2.4/8                | 6.13              |
| 佐恩從澤菲利亞島重返橘郡，準備與兒子艾倫重溫父子情，然而他卻發現艾倫變得相當冷漠，連前妻依蒂都有了個未婚夫克瑞格。在依蒂的提醒下，佐恩決定長居橘郡，並找份工作，好重拾與艾倫間已逝去的天倫之情。 客串：東尼·雷佛羅里 飾演 史考特、內特·穆尼 飾演 法蘭克、艾倫·王 飾演 南西 |                                            |               |                       |                |          |                      |                   |
| 2 | 純純的愛的捍衛者 Defender of Teen Love     | 艾瑞克·艾普爾 | 伊萊·喬奈             | 2016年9月25日  | 1AYA02   | 1.1/4                | 2.65              |
| 依蒂要求佐恩將車庫裡的雜物清空，好放置她與克瑞格的腳踏車，而佐恩卻遲遲不肯將東西搬走。佐恩發現艾倫對南西有意思後，利用窺視石來了解南西，好讓艾倫能夠吸引南西的注意。琳達要求佐恩推銷出產品，否則她只好請走佐恩，這讓佐恩非常苦惱。 客串：東尼·雷佛羅里 飾演 史考特、霍雷肖·桑斯 飾演 Uber司機、馬克·普洛克夏 飾演 塔德、艾倫·王 飾演 南西 |                                            |               |                       |                |          |                      |                   |
| 3 | 職場戰役 War in the Workplace              | 艾瑞克·艾普爾 | 莫妮卡·帕卓克         | 2016年10月2日  | 1AYA04   | 1.6/5                | 3.64              |
| 佐恩想念以前戰鬥的日子，在他得知隔壁辦公室的德瑞克，經常擅自拿走他們冰箱裡的食物與醬料後，佐恩打算藉機開戰。艾倫不想被同學發現自己的「混血」身分，同時又遭到沃倫的霸凌，這讓依蒂相當擔心。沃倫在意外發現艾倫的腳是混血動畫後，正準備霸凌艾倫時，艾倫的腳卻意外有力，並將沃倫踢飛，導致沃倫嚇得逃跑。琳達告訴佐恩「工作」亦是場戰爭，只要他獲得更好的績效，獲得的成就感就會越大。 客串：鮑比·李 飾演 傑克頓、布萊斯·約翰遜 飾演 德瑞克、韋恩·維爾德森 飾演 史蒂芬、諾亞·蒙克 飾演 沃倫、克瑞格·卡考斯基 飾演 體育老師 |                                            |               |                       |                |          |                      |                   |
| 4 | 週末武士 The Weekend Warrior               | 佩曼·班茲     | 伊萊加·亞隆 喬丹·楊   | 2016年10月16日 | 1AYA03   | 1.5/5                | 3.78              |
| 艾倫來到佐恩的公寓度週末，佐恩急著想當個酷爸，而依蒂卻要求佐恩必須遵守她的規定。佐恩希望和艾倫保持著既是父子又是朋友的關係，因此他試圖找出平衡點。艾倫為了保持與酷朋友傑夫的友情，而試圖融入傑夫的破壞行動，與此同時，依蒂仍相當掛心不在自己身邊的艾倫。 客串：東尼·雷佛羅里 飾演 史考特、卡梅隆·莫納漢 飾演 傑夫、馬克·普洛克夏 飾演 塔德、賽德里克·耶爾布羅 飾演 比爾 |                                            |               |                       |                |          |                      |                   |
| 5 | 澤菲利亞之味 A Taste of Zephyria           | 比爾·班茲     | 丹·敏茲               | 2016年10月23日 | 1AYA05   | 1.0/3                | 3.27              |
| 佐恩發現有部情景喜劇是在揶揄澤菲利亞後，深深感受到種族歧視的意味，因此他試著讓艾倫了解澤菲利亞的文化。依蒂對鄰居家會說話的庭院地精感到厭煩，在因緣際會下，朗恩與艾波誤以為佐恩即為依蒂的未婚夫，因此盡量順從依蒂的意思，這使依蒂有機會拿翹。艾倫與同學蕾拉曖昧，而佐恩卻總是擾亂他的計畫，但在依蒂與克瑞格的開導下，艾倫了解到父親的用心，而佐恩亦得學習尊重他人。 客串：克拉拉·麥梅特 飾演 蕾拉、東尼·雷佛羅里 飾演 史考特、馬克·普洛克夏 飾演 塔德、內特·穆尼 飾演 法蘭克、布蘭登·杭特 飾演 艾瑞克、尤金·科戴洛 飾演 朗恩·李、瑪雅·厄斯金 飾演 艾波·李 |                                            |               |                       |                |          |                      |                   |
| 6 | 雙佐恩記 A Tale of Two Zorns               | 艾瑞克·艾普爾 | 葛瑞格·蓋倫特         | 2016年11月6日  | 1AYA08   | 0.9/3                | 2.08              |
| 佐恩試著拉近與艾倫的關係，但他卻發現艾倫和克瑞格的關係更加親近，這讓他心生嫉妒。依蒂對佐恩對待克瑞格的態度感到不滿，因此向好友布莉姬與薇琪抱怨，但布莉姬與薇琪卻認為依蒂一直抱怨佐恩這件事令人煩躁。佐恩將自己的替身機器人偶置於公司好替他上班，而機器人佐恩對塔德相當友善，但琳達隨後便發現機器人佐恩竟然跳針了。依蒂接到通知來到佐恩的公司，並告知琳達此佐恩非彼佐恩，而兩人也因受不了佐恩的個性而意外成了好友。佐恩嫉妒與艾倫關係友好的克瑞格，因此叫來鳥兒攻擊克瑞格，隨後，依蒂與琳達在拿機器人佐恩出氣時，意外點到引爆裝置，這嚇壞了依蒂一行人。 客串：馬克·普洛克夏 飾演 塔德、貝絲·多佛 飾演 布莉姬、黛博拉·S·克雷格 飾演 薇琪、埃弗·恩瓦迪維 飾演 傑瑞                                   |                                            |               |                       |                |          |                      |                   |
| 7 | 感恩節戰役 The Battle of Thanksgiving      | 佩曼·班茲     | 強·克恩               | 2016年11月13日 | 1AYA07   | 1.6/5                | 3.64              |
| 感恩節到來，依蒂的母親蘿博妲前來依蒂家拜訪，而佐恩為了讓蘿博妲對自己改觀，而不請自來。蘿博妲刻意設法激怒佐恩，試圖讓佐恩暴露其暴躁的個性，而克瑞格則試著幫助佐恩按耐住其怒火。蘿博妲刻意播放一部觀點偏頗，有關澤菲利亞的紀錄片，而該紀錄片將反派描繪成善者，佐恩則成了反派，這讓佐恩終於止不住怒氣，並刺壞了電視。依蒂對佐恩感到失望，而佐恩嘗試彌補一切，結果他自製的派卻意外讓蘿博妲中毒，於是佐恩緊急撥打給克拉品斯醫師，並在艾倫與克瑞格的幫助下，讓蘿博妲起死回生。蘿博妲決定贊助艾倫音樂課程的金費，但條件是要艾倫不得再與佐恩往來，這讓依蒂終於受不了，並請走了蘿博妲，而後，依蒂一家人來到佐恩家，向佐恩道歉並與佐恩共度感恩節。 客串：珍妮·奧哈拉 飾演 蘿博妲、尼克·奧佛曼 聲演 克拉品斯 |                                            |               |                       |                |          |                      |                   |
| 8 | 酒友歸來 Return of the Drinking Buddy      | 艾瑞克·艾普爾 | 瑞德·阿格紐           | 2016年12月4日  | 1AYA06   | 1.3/4                | 3.12              |
| 佐恩的昔日好友撞頭漢將前來橘郡拜訪，然而佐恩卻發現撞頭漢不如以往的瘋狂，甚至處處配合其女友伊莉莎白。艾倫被要求帶著撞頭女前去參加派對，而艾倫非常害怕讓人知悉自己下半身的秘密，至於撞頭女則遭到歧視。依蒂深覺伊莉莎白非常眼熟，追問之下，才得知原來兩人曾共同參加同個夏令營，但她們卻同時與同個男孩約會。 客串：克拉拉·麥梅特 飾演 蕾拉、羅伯·里戈爾 聲演 撞頭漢、吉蓮·貝爾 聲演 撞頭女、艾莉絲·布斯汀 飾演 伊莉莎白、馬克·普洛克夏 飾演 塔德、喬治雅·薇閣罕 飾演 雪農 |                                            |               |                       |                |          |                      |                   |
| 9 | 復仇節之戰 The War on Grafelnik            | 艾瑞克·艾普爾 | 凱文·埃藤             | 2016年12月11日 | 1AYA09   | 1.2/4                | 2.88              |
| 想慶祝格拉菲尼克節（澤菲利亞傳統中的復仇節）的佐恩與歡慶聖誕節的依蒂互爭與艾倫共度節日的機會，這讓艾倫決定藉兩人的紛爭來獲取好處，而發現真相的依蒂及佐恩，決定反整艾倫，與此同時，克瑞格設法對抗他童年對聖誕老公公的不堪回憶。 客串：東尼·雷佛羅里 飾演 史考特、馬克·普洛克夏 飾演 塔德 |                                            |               |                       |                |          |                      |                   |
| 10 | 輻射前女友 Radioactive Ex-Girlfriend       | 比爾·班茲     | 雅茉莉·潔拉特         | 2017年1月8日   | 1AYA10   | 1.8/6                | 4.26              |
| 依蒂與克瑞格的訂婚派對即將到來，而佐恩要求依蒂准許他攜伴參加，在找不到女伴的情況下，佐恩聯絡了他的前女友－芮蒂亞娜－一個情緒不穩定的輻射女。艾倫打算在訂婚派對上表演，而依蒂表面雖然稱讚艾倫，實則認為艾倫能力不足，而她不希望艾倫在蕾拉面前出糗，於是她設法暗中阻撓艾倫。 客串：克拉拉·麥梅特 飾演 蕾拉、馬克·普洛克夏 飾演 塔德、奧莉薇亞·魏爾德 聲演 芮蒂亞娜、泰瑞爾·歐文斯 飾演 酒吧男子 |                                            |               |                       |                |          |                      |                   |
| 11 | 接受自我之戰 The Battle of Self-Acceptance | 比爾·班茲     | 伊萊加·亞隆 喬丹·楊   | 2017年1月22日  | 1AYA11   | 0.9/2                | 2.00              |
| 艾倫深怕蕾拉因自己的動畫腳而不喜歡自己，因此他服用了一種能讓腳轉化成正常人類腳的藥丸，殊不知，該藥丸產生副作用，使得艾倫得設法再次取得藥丸。克瑞格拜託佐恩訓練自己，好讓自己能夠成為依蒂的肩膀，同時，塔德因和公司CEO艾瑞克森有相同興趣，使得塔德獲得升職，琳達則遭降職，而後知後覺的佐恩這時才發現原來琳達是個女性。佐恩在經歷琳達事件後，他了解到外在的改變並不會改變其內在，因此以此開導了艾倫，此景讓克瑞格自認無法融入依蒂一家人，而決定離家出手、放開依蒂。 客串：克拉拉·麥梅特 飾演 蕾拉、馬克·普洛克夏 飾演 塔德、尼克·奧佛曼 聲演 克拉品斯、約翰·馬歇爾·瓊斯 飾演 布萊克·艾瑞克森、蓋瑞·安東尼·威廉斯 聲演 牧師／蛇先                                                                    |                                            |               |                       |                |          |                      |                   |
| 12 | 克瑞格聖戰 The Quest for Craig             | 傑瑞·海斯     | 馬克·薛恩曼 麥特·羅勒 | 2017年2月12日  | 1AYA12   | 0.6/2                | 1.40              |
| 克雷格為了思考與依蒂的關係而離家，但他將了解到自己不該一直為他人而放棄自己的幸福。依蒂、佐恩與琳達一同展開尋找克雷格的旅程，然而琳達卻發覺依蒂與佐恩之間的默契異常。蕾拉鼓勵艾倫秀出他的澤菲利亞腿，這意外讓艾倫受到同儕的歡迎，更因此攬獲許多朋友，但兩人的關係卻因此受到考驗。最後，依蒂與克雷格成功復合，佐恩也與琳達解開了誤會，但艾倫卻因比賽失誤而失去了新朋友，更在早前因加入球隊而失去了蕾拉。 客串：小伊塞亞·維特洛克 飾演 羅伯特、克拉拉·麥梅特 飾演 蕾拉、彼特·嘉德納 飾演 橄欖球教練 |                                            |               |                       |                |          |                      |                   |
| 13 | 佐恩之子萬歲 All Hail Son of Zorn          | 克萊兒·史坎倫 | 瑞德·阿格紐           | 2017年2月19日  | 1AYA13   | 0.7/2                | 1.58              |
| 為了協助琳達復職，佐恩開發澤菲利亞市場，衝高潔美衛浴的業績。佐恩與克雷格決定讓艾倫成為舞會之王，以贏回萊拉的心，但卻適得其反。最後，琳達成功坐回原本的職位，至於和萊拉復合的艾倫，卻意外懷孕，而正替艾倫想辦法的佐恩，卻遭到反派綁架。 客串：克拉拉·麥梅特 飾演 蕾拉、馬克·普洛克夏 飾演 塔德、喬治雅·維格罕 飾演 雪農 |                                            |               |                       |                |          |                      |                   |

## 評價
本劇獲得了影評家褒貶不一的評價。於爛番茄整合的評論中，本劇獲得57%新鮮度、5.48/10分（35名評論家），評論家普遍共識：「《佐恩之子》有著原創性、出色的卡司和不間斷的笑點，但仍不足以撐起噱頭。」。在Metacritic整合的評論中，本劇獲得57分（滿分100分；19名評論家），屬好壞參半的評價。

## 收視
| 季數 | 播出時間（ET）                               | 集數 | 首映          | 首映          | 季終          | 季終          | 電視季度 | 18–49歲 收視 排名 | 18–49歲 收視 平均 | 收視人数 排名 （百萬） | 平均 收視人数 （百萬） |
| 季數 | 播出時間（ET）                               | 集數 | 日期          | 收視 （百萬） | 日期          | 收視 （百萬） | 電視季度 | 18–49歲 收視 排名 | 18–49歲 收視 平均 | 收視人数 排名 （百萬） | 平均 收視人数 （百萬） |
| ---- | -------------------------------------------- | ---- | ------------- | ------------- | ------------- | ------------- | -------- | ----------------- | ----------------- | ---------------------- | ---------------------- |
| 1    | 星期日 20:00（Ep 1） 星期日 20:30（Ep 2–13） | 13   | 2016年9月11日 | 6.13          | 2017年2月19日 | 1.58          | 2016–17  | 74                | 1.4               | 120                    | 3.18                   |

## 獎項
| 年度 | 大獎             | 獎項                      | 入圍者                        | 結果 |
| ---- | ---------------- | ------------------------- | ----------------------------- | ---- |
| 2016 | 評論家選擇電視獎 | 最佳動畫影集獎            | 最佳動畫影集獎                | 提名 |
| 2017 | 人民選擇獎       | 最喜愛新電視喜劇獎        | 最喜愛新電視喜劇獎            | 提名 |
| 2017 | 美國編劇工會獎   | 最佳喜劇類集數獎 – 電視類 | 丹·敏茲（集數：澤菲利亞之味） | 提名 |

## 海外播出
| 季數 | 季數 | 亞洲   | 亞洲          |
| 季數 | 季數 | 電視網 | 首播日期      |
| ---- | ---- | ------ | ------------- |
|      | 1    | FX     | 2016年11月9日 |

## 外部連結
- 官方网站（英文）
- 互联网电影数据库（IMDb）上《佐恩之子》的资料（英文）